# 梅勒迪斯·塔鲁桑
梅勒迪斯·塔鲁桑（Meredith Talusan，1975年6月26日—）是一位菲律宾裔美国作家和记者。她是《他们（Them）》杂志的特约编辑，并于2020年出版了她的回忆录《Fairest》。该书曾提名朗姆达文学奖跨性别非小说类别奖项。塔鲁桑曾为各种出版物包括纽约时报、VICE杂志、卫报、和大西洋撰写文章。

## 身份
塔鲁桑将自己描述为“白化病酷儿和第一代菲律宾移民”，并认定为非二元双性恋跨性别者。她属于有色人种(POC)、残疾人和女权主义社区。她与不同社区和身份的关系和经历是她的回忆录Fairest的中心焦点。塔鲁桑目前居住在纽约州巴里维尔，并居住在纽约布鲁克林马萨诸塞州波士顿、加利福尼亚州旧金山、危地马拉和菲律宾。

## 早期生活
塔鲁桑在菲律宾布拉干省的圣拉斐尔镇出生并长大。她出生时为生理男性，在她的祖国，她因浅色皮肤和金发而享有特权。7岁时，塔鲁桑搬到马尼拉并开始表演，出演的第一部戏是一个流行的情景喜剧。在十几岁时她的演艺生涯结束了。塔鲁桑反思她儿时的名声时说：“我与名声的擦肩而过让我学会了珍惜不受干扰地在这个世界上行走的简单快乐。它还使我敏锐地意识到，不仅名人永远无法满足人们的幻想，而且这样做的压力也给那些我钦佩和崇拜的人带来负担。”
塔鲁桑15岁时搬到了加利福尼亚州的奇诺并在获得奖学金后进入哈佛大学。在2002年性別重置手術之前，她一直是男同性恋者。

## 教育
塔鲁桑于1997年毕业于哈佛大学，获得英美文学学士学位。她在康奈尔大学获得比较文学硕士学位和创意写作美术硕士学位以及加州艺术学院的视觉艺术硕士学位。

## 关系
梅勒迪斯·塔鲁桑与乔什·汉森（Josh Hanson）结婚。

## 职业
塔鲁桑是一名记者和作家。她是BuzzFeed的第一位跨性别职业作家，也是第一个在康泰纳仕担任高管职位的跨性别人士。她曾是他们的创始执行编辑，目前在那里担任特约编辑。她为各种出版物撰稿，并为包括Burn it Down、不算太糟：来自强奸文化的信息、和Nasty Women在内的几本书做出了贡献。
塔鲁桑的麦克风专题“Unerased: Counting Transgender Lives”获得了GLAAD奖、Al Neuharth调查新闻创新奖和2017年专业记者协会的2016年，塔鲁桑因其VICE杂志的文章“一名跨性别菲律宾妇女被杀如何引发国际事件”被提名为杰出数字新闻文章类别的GLAAD奖。

## 书籍作品
塔鲁桑的第一部回忆录Fairest于2020年5月26日由企鹅兰登书屋旗下的维京出版社发行。这本回忆录详细介绍了塔卢桑从在菲律宾作为白化病男孩的生活到在美国作为女性体现其变性自我的过程。它还讨论了塔鲁桑遭遇被误认为顺性别、白人和健全人的遭遇。她谈到她在种族、性别和性取向的交叉点中的体现如何使她成为一个被抛弃的人，并阐述了一个个人叙事，展示了变性可以采取各种形式的方式。
Fairest是朗姆达文学奖的决赛入围者，并获得了好评。《纽约时报》写道：“塔鲁桑超越了跨性别和移民回忆录的惯例。”《波士顿环球报》说：“塔鲁桑为变性者生活故事的陈旧身体注入了新的活力。”《图书馆杂志》注意到塔卢桑"罕见的、坦率的脆弱性"，将Fairest描述为“从人群中脱颖而出的处女作”。